# Permonie
Permonie je počítačová hra z roku 1997. Stojí  za ní česká skupina Bohemia Game Software. V Amosu ji naprogramoval Jan Hála, který zároveň vytvořil grafiku. Hudbu ke hře složil Petr Švarc. Jedná se o akční logickou plošinovku. Hra je určena pro počítače Amiga.
Příběh pojednává o říši Permonie. Jejímu panovníkovi Permonu XXVII se vetřeli do přízně příslušníci jednoho z divokých kmenů a následně jej svrhli. Jejich vládce Ne Tar se následně prohlásil za panovníka. Jakýkoliv odpor byl tvrdě potlačen. Brzy se však do vrací skupinka vyslanců, kteří jsou velkými bojovníky. Ti se pokusí Permona zachránit, ale jejich smělý plán je prozrazen a přežije pouze jeden z nich. Ten se nyní chystá vysvobodit svůj lid a svého krále a také pomstít své druhy.
Hra je rozdělena na 2 části o 15 levelech, přičemž po dokončení první části získá heslo k té druhé. Hráč musí v získat červené klíče k otevření cesty do další úrovně. V tom se mu budou snažit zabránit nepřátelé, které lze zastřelit pistolí. Lze také narazit na různé předměty, jako třeba modré klíče k otevření dveří, dynamit k zničení některých zdí atd. Je nutné dávat pozor na pasti jako jsou bodáky či miny.